# Xylotrechus multinotatus
Xylotrechus multinotatus là một loài bọ cánh cứng trong họ Cerambycidae.